# 武田玲奈
武田玲奈（日语：／ Takeda Rena，1997年7月27日—），日本女演員和模特兒，隸屬於經紀公司Vithmic旗下。

## 經歷
1997年7月27日，武田出生於福島縣磐城市。
2013年12月，16歲的武田玲奈參加Ameba candy舉辦的「尋找下一個舟山久美子」模特選拔活動，并取得大獎。
2014年2月，作為雜誌《popteen》簽約模特，開始從事藝能活動。2015年2月26日，登上《週刊YOUNG JUMP》封面，被稱為該雜誌「史上最大級的逸材」。2015年，在《暗殺教室》真人版電影裏飾演不破優月，作為演員出道。2016年4月，從《popteen》畢業，後成為《non-no》專屬模特。

## 戲劇作品

### 電視劇
- 表參道高校合唱部！ 第5话（2015年8月14日，TBS）：飾演 篠崎彩花
- 監獄學園（2015年10月－12月，MBS・TBS）：飾演 栗原千代
- 沒撐傘的螻蟻們（日语：傘をもたない蟻たちは）（2016年1月9日－30日，富士電視台）：飾演 赤津舞（中學時代）
- 有喜歡的人 第3话（2016年7月25日，富士電視台）：飾演 临时演员
- THE LAST COP（2016年10月8日－12月10日，日本电视台）：飾演 小山内美咲
- 咲-Saki-（2016年12月5日－26日・2017年1月9日，MBS）：飾演 池田华菜
- 百万日元的女人们（日语：100万円の女たち）（2017年4月14日－30日，東京電視台）：飾演 鈴村綠
- 真的要去航海（2017年7月2日－30日，MBS・TBS）：主演 石川燕（與飯豐萬理江雙主演）
  - 真的要去航海 (第二季)（2018年7月－9月）
- 植木等和热血小青年（日语：植木等とのぼせもん）（2017年9月2日－10月21日，NHK）：飾演 鎌田みよ子
- 荷包蛋的蛋黄什么时候戳破才好？（日语：目玉焼きの黄身 いつつぶす?）（2017年11月6日－22日，MBS・TBS）：飾演 亜纪
- 人狼遊戲 走失伊甸（2018年1月16日－3月20日，神奈川電視台）：主演 野々山紘美
- 鸣门秘帖（日语：鳴門秘帖） 第3話 - 最終話（2018年5月4日－6月22日，NHK）：饰演 お米
- 或許能幹委員會 第3話（2018年5月14日，MBS / 5月16日，TBS）：飾演 川上博美
- 可爱万岁（日语：プリティが多すぎる）（2018年10月18日－12月21日，日本電視台）：饰演 中川心寧
- 新的王者（日语：新しい王様）（2019年1月8日－17日，TBS）：饰演 エイリ（女主角）
- 特摄GAGAGA（日语：トクサツガガガ）（2019年1月18日－3月1日，NHK）：饰演 ユキちゃん（白滨幸）
- 電影少女-VIDEO GIRL MAI 2019（2019年4月12日－6月28日，東京電視台）：飾演 朝川由那
- 公子哥少年（日语：御曹司ボーイズ） （2019年7月6日－8月31日，TOKYO MX）：飾演 大野文乃
- 美味的校餐（日语：おいしい給食） （2019年10月13日－12月15日，神奈川電視台・TOKYO MX等）：飾演 御園ひとみ（女主角）
- 讚啦！光源氏 第2話（2020年4月11日，NHK綜合）：飾演 女演员
- 警視廳・搜查一課長（日语：警視庁・捜査一課長） 第2話（2020年4月16日，朝日電視台）：飾演 芦田雪子
- 異世界居酒屋“阿信”（2020年5月16日－7月17日，WOWOW）：飾演 千家忍
  - 異世界居酒屋“阿信”第二季~魔女與大主教編~（2022年5月17日－7月29日）
  - 異世界居酒屋“阿信”第三季~皇帝與歐伊利亞公主編~（2023年1月13日－3月17日）
- 美食偵探 明智五郎 第7話－最終話（2020年6月14日－28日，日本電視台）：飾演 ココ
- 16岁症候群（日语：シックスティーン症候群）（2020年7月29日－9月16日，富士電視台）：飾演 织田泽芽
- 博士彦次郎（日语：ドクター彦次郎） 第5作（2020年9月13日，朝日電視台）：飾演 松永ミカ
- 大叔与猫（2021年1月7日－3月25日，東京電視台）：飾演 佐藤もみじ（女主角）
- 激辛道 第8話（2021年2月25日，東京電視台）：飾演 香澄
- 聲優偵探（2021年3月6日－27日，東京電視台）：飾演 透頂かおる
- 果然是掉链子刑警（日语：やっぱりおしい刑事） 第2話（2021年3月14日，NHK BS Premium）：飾演 中瀬真友
- 離婚活動 第1話（2021年4月16日，TBS）：飾演 中谷ユミ
- Doctor-Y～外科醫·加地秀樹～（2021年10月7日，朝日電視台）：飾演 江頭早苗（女主角）
- Hey Handsome!!（2022年1月8日－2月26日，東海電視台・富士電視台）：飾演 伊藤美香
  - 第2季（2024年4月6日－5月25日）
- 持續可能的戀愛？～父親與女兒的結婚進行曲～（2022年4月19日－6月21日，TBS）：飾演 兒玉千尋
- 愛上給我橡皮擦的那女孩（2022年7月26日－9月27日，日本電視台）：飾演 水野一美
- 我們之間沒有的（2023年4月13日－6月22日，富士電視台）：飾演 北原華
- 育休刑警（2023年4月18日－6月20日，NHK綜合・NHK BS4K）：飾演 大月ひまり
- 我要搶走妳的戀人。（2024年4月13日－6月16日，朝日放送電視台・朝日電視台）：主演 皆實雛子
- 小南是迷你情人!?（2024年7月16日－9月10日，朝日電視台）：飾演 佐川美鈴
- 東京沙拉碗（2025年1月7日－3月4日，NHK）：飾演 今井もみじ
- 失蹤人搜索班 : 消失的真相（2025年4月11日－，東京電視台）：飾演 間宮凛子[2]

### 電影
- 暗殺教室（2015年3月21日，東寶）：飾演 不破優月[3]
- 罪的留白（日语：罪の余白#映画）（2015年10月3日，Phantom Film）：飾演 木村千晶
- 万圣节噩梦2（日语：ハロウィンナイトメア#第2作）（2015年10月24日，EUROSPACE）：飾演 橋本七海
- 暗杀教室〜毕业篇〜（2016年3月25日，東宝）：飾演 不破優月
- 窥伺之眼（日语：のぞきめ）（2016年4月2日，KADOKAWA・プレシディオ）：飾演 宮澤奈美
- 狼少女與黑王子（2016年5月28日，日本華納娛樂）：飾演
- 咲-Saki-（2017年2月3日）：飾演 池田華菜
- THE LAST COP（2017年5月3日，松竹）：飾演 小山内美咲
- 诗歌天使（日语：ポエトリーエンジェル）（2017年5月20日，アークエンタテインメント）：飾演 丸山杏
- 爸爸的便当世界第一（日语：パパのお弁当は世界一）（2017年6月10日，ポニーキャニオン）：飾演 みどり
- 人狼遊戲 走失伊甸（2018年4月7日，AMGエンタテインメント）：飾演 野々山紘美
- 跳舞吧！三田（日语：踊ってミタ）（2020年3月7日，東映ビデオ）：飾演 真鍋
- 美味的校餐（日语：おいしい給食#映画）（2020年3月16日，AMGエンタテインメント・イオンエンターテイメント）：飾演 御園ひとみ
- 真・鮫島事件（日语：真・鮫島事件）（2020年11月27日，イオンエンターテイメント）：飾演 佐々木菜奈

### 網路劇
- 假面騎士Amazons（2016年4月1日－2017年6月30日）：飾演 水澤美月

## 綜藝節目
- 鬧鐘電視「現在心動」（イマドキ）（2015年3月30日－，富士電視台）

## 電視廣告
- （2015年3月13日，GREE）

## 外部連結
- 官方網站 （页面存档备份，存于）（日語）
- 經紀公司個人介紹頁 （页面存档备份，存于）（日語）
- 官方博客 （页面存档备份，存于）（日語）
- 武田玲奈的X（前Twitter）
- 武田玲奈的Instagram帳戶